# Chronologie des gouverneurs et des souverains de Tunisie depuis la conquête musulmane
De la conquête musulmane du Maghreb pendant le VIIe siècle jusqu’au XVIe siècle, la Tunisie fait partie de l'Ifriqiya, une entité correspondant à l'ancienne Province d'Afrique romaine et qui contient, en plus de la Tunisie qui constitue son cœur, la Tripolitaine et le Constantinois. Le pays prend, approximativement, ses limites actuelles à la suite de la conquête ottomane, les Turcs rattachant le Constantinois à la Régence d'Alger et la Tripolitaine à celle de Tripoli.
Au long de leur histoire, l'Ifriqiya puis la Tunisie sont gouvernées par différents régimes, tantôt indépendants tantôt vassaux ou inféodés à des empires plus larges.

## Gouverneurs et souverains d'Ifriqiya (Moyen-âge)

### Gouverneurs pendant l'ère omeyyade
- Mu'awiya ibn Khoudayj al-Kindi (en) (665-666) ;
- Oqba ibn Nafi' al-Fihri (666-674) ;
- Abou al-Mouhajir Dinar al-Makhzoumi (674-681) ;
- Oqba ibn Nafi' al-Fihri (681-683) ;

683 : Koceila bat l’armée arabe lors de la bataille de Vescera et leur reprend la Byzacène ; Oqba y est tué et les Arabes se retirent en Cyrénaïque.
- Zuhair ibn Qais al-Balawi (683-689) : en Cyrénaïque ; reprend la Byzacène en 686 ;

689 : Dihya bat l’armée arabe à Miliana et leur reprend la Byzacène ; Zuhair est tué, les Arabes se retirent en Cyrénaïque.
- Hassan Ibn Numan (689-703) : en Cyrénaïque ; reprend la Byzacène en 698 ;
- Moussa ibn Nussayr al-Lakhmi (703-715) : étend les limites administratives de la province jusqu'au Maghreb al-Aqsa ;
  - Abdallah ibn Moussa al-Lakhmi (712-715, intérim à Kairouan pendant l'absence de Moussa, parti participer à la conquête d'Al-Andalus), fils du précédent ;
- Mohammed ibn al-Yazid al-Qorachi (715-718) ;
- Ismail ibn Abdallah al-Makhzoumi (718-720), petit-fils d'Abou al-Mouhajir Dinar ;
- Yazid ibn Abi Muslim at-Taqafi (en 720), gouverne un mois puis meurt assassiné par les Berbères contre lesquels il exerça une forte répression ;
- Mohammed ibn Yazid al-Qorachi (720-721), restauré ;
- Bichr ibn Safouan al-Kalbi (721-727) ;
- Obeida ibn Abderrahmane as-Soulami (727-732) ;
- Oqba ibn Qudama at-Toujibi (732-734, intérim) ;
- Obeid Allah ibn al-Habhab as-Salouli (en) (734-741) ;

739 : éclatement de la Grande révolte berbère.
- Kelthoum ibn Iyad al-Quchayri (en) (en 741) : nommé gouverneur dans le but de vaincre les Berbères révoltés ;

Octobre 741 : bataille de Bagdoura ; défaite de l’armée arabe, Kelthoum est tué, les Omeyyades ne contrôlent plus du Maghreb que l'Ifriqiya.
- Balj ibn Bichr al-Quchayri (en) (741-742) ;
  - Abderrahmane ibn Oqba al-Ghaffari (741-742, intérim à Kairouan, Balj étant constamment à Cordoue) ;
- Handhala ibn Safouan al-Kalbi (en) (742-745).

### Émirs fihrides (de factoindépendants)
Fin 744 / début 745 : Abderrahmane ibn Habib al-Fihri mène un coup d'État à Kairouan contre Handhala et se proclame « Émir », instaurant le court règne de la dynastie des Fihrides.
- Abderrahmane ibn Habib al-Fihri (745-755) ; reconnait d'abord le Califat omeyyade puis le Califat abbasside, avant de se retourner de nouveau contre ce dernier puis offre le refuge aux Omeyyades (dont le futur Abderrahmane Ier d'Al-Andalus) fuyant la révolte des Abbassides, avant d'en exécuter une partie ; il est assassiné par son frère Ilyas, ce dernier encouragé par sa femme, une Omeyyade voulant venger sa famille ;
- Ilyas ibn Habib al-Fihri (en 755) ;

fin 755, un conflit éclate entre les Fihrides ; Habib, fils d'Abderrahmane, bat et tue Ilyas en combat singulier à Laribus, l’armée d'Ilyas rallie les Warfajuma, une tribu kharidjite rebelle.
- Habib ibn Abderrahmane al-Fihri (755-757) ;

### Leaders kharidjites
Début 757 : les Sufrites marchent contre Kairouan et les Ibadites contre Tripoli ; Habib al-Fihri se retire dans les Aurès et leur résiste avant d’être vaincu et tué vers mai / juin 757.
- Assim ibn Jamil al-Warfajumi (757-758) ; sufrite, issu des Berbères Warfajuma ;
- Abdalmalik ibn Abilja'ad al-Warfajumi (en 758) ; sufrite, issu des Berbères Warfajuma ;

758 : les Ibadites de Tripoli marchent contre les Sufrites et prennent Kairouan.
- Abou al-Khattab Abdelalâ' al-Maghfiri (758-760) ; ibadite ;
- Abderrahmane ibn Rustom (760-762) ; ibadite, d'origine persane ;

### Gouverneurs pendant l'ère abbasside
762 : les Abbassides reconquièrent l'Ifriqiya ; Ibn Rustom et les Ibadites se retirent vers Tahert.
- Mohammed ibn al-Ach'ath al-Khoza'i (en) (762-765) ;
- Issa ibn Moussa al-Khourassani (en 765), renverse Mohammed ibn al-Ach'ath et le force à l'exil ;
- Al-Aghlab ibn Salim at-Tamimi (765-766) ;
- Al-Hassan ibn Harb al-Kindi (766-767), mène un coup d’État contre d'Al-Aghlab pendant son absence, parti en campagne contre Abou Qorra ;
- Al-Moukhariq ibn Ghouffar at-Ta'i (767-768), nommé à la tête de l’armée d'Al-Aghlab, bat Al-Hassan ibn Harb et le force à s'exiler ;
- Omar ibn Hafs Hazarmard al-Azdi (en) (768-771) : d'origine persane, fonde la dynastie des gouverneurs muhallabides d'Ifriqiya ;
  - Habib ibn Habib al-Muhallabi (intérim, en 771), muhallabide ;

771 : les Kharijites se soulèvent en Ifriqiya et marchent contre Kairouan, Habib ibn Habib puis Omar ibn Hafs sont tués.
- Ya'coub ibn Habib al-Malzouzi (771-772), ibadite, chef de la rébellion ;

Début 772 : l’armée abbasside, commandée par Yazid ibn Hatim, reprend l'Ifriqiya ; Yacoub ibn Habib est tué.
- Yazid ibn Hatim al-Muhallabi (en) (772-787), muhallabide ;
- Daoud ibn Yazid al-Muhallabi (en) (intérim, en 787), muhallabide ;
- Raouh ibn Hatim al-Muhallabi (787-791), muhallabide ;
- Nasr ibn Habib al-Muhallabi (en) (791-793), muhallabide ;
- Al-Fadl ibn Raouh al-Muhallabi (en) (793-795), dernier gouverneur muhallabide ;

795 : Révolte populaire et militaire en Ifriqiya, Al-Fadl est tué par les militaires rebelles.
- Harthama ibn A'yan (en) (795-797) ;
- Mohammed ibn Mouqatil al-'Akki (en) (797-799) ;
- Tammam ibn Tamim al-Tamimi (799-800), renverse al-'Akki ;
- Mohammed ibn Mouqatil al-'Akki (en) (en 800), restauré à la suite de l'intervention de l’armée de Ibrahim ibn al-Aghlab, le gouverneur du Zab, qui renverse al-Tamimi ;
- Ibrahim ibn al-Aghlab at-Tamimi (800-812), ancien gouverneur du Zab, fonde la dynastie des gouverneurs aghlabides, prend le titre « d’Émir » ;
- Abdellah ibn Ibrahim (812-817), aghlabide, fils d'Ibrahim ibn al-Aghlab ;
- Ziyadat Allah ibn Ibrahim (817-838), aghlabide, fils d'Ibrahim ibn al-Aghlab ;
- Al-Aghlab ibn Ibrahim (838-841), aghlabide, fils d'Ibrahim ibn al-Aghlab ;
- Mohammed ibn al-Aghlab (en) (841-856), aghlabide, fils d'Al-Aghlab ibn Ibrahim ;
- Ahmed ibn Mohammed (856-863), aghlabide, fils de Mohammed ibn al-Aghlab ;
- Ziyadat Allah ibn Ahmed (en 863), aghlabide, fils d'Ahmed ibn Mohammed ;
- Mohammed ibn Ahmed (863-875), aghlabide, fils d'Ahmed ibn Mohammed ;
- Ibrahim ibn Ahmed (875-902), aghlabide, fils d'Ahmed ibn Mohammed ;

902 : le da'i Abou Abdellah ach-Chi'i, profitant du décès d'Ibrahim ibn Ahmed, s'insurge contre les Aghlabides en rameutant les Kotamas en faveur des Fatimides ; les Kotamas prennent la ville de Mila.
- Abdellah ibn Ibrahim (902-903), aghlabide, fils d'Ibrahim ibn Ahmed ;
- Ziyadat Allah ibn Abdellah (903-909), fils d'Abdellah ibn Ibrahim, dernier gouverneur aghlabide ;

906 : Abou Abdellah ach-Chi'i lance une campagne contre l'Ifriqiya, prenant plusieurs localités dont Belezma, Tubna et Laribus, forçant Ziyadat Allah à se replier sur Raqqada. Il continuera de harceler les Aghlabides jusqu’à leur chute.

### Califes fatimides
18 mars 909 : les Aghlabides sont définitivement vaincus à Laribus ; l'Ifriqiya est prise par les Kotamas et Ziyadat Allah fuit vers le Proche-Orient sans réussir à convaincre les Abbassides de l'aider à reconquérir l'Ifriqiya ; Abou Abdellah ach-Chi'i proclame Obeid Allah al-Mahdi en tant que calife.
- Obeid Allah ibn al-Houssayn al-Mahdi (909-934) ;
  - Abou Abdellah ach-Chi'i (intérim, 909-910), gouverne jusqu'au 6 janvier 910, date de l’arrivée d'Obeid Allah à Raqqada ;
- Mohammed ibn Obeid Allah Al-Qa'im bi-Amr Allah (934-946) ;
- Ismail ibn Mohammed al-Mansour Billah (946-953) ;
- Ma'ad ibn Ismail Al-Mou'izz li-Din Allah (953-975), transfère le siège du Califat fatimide en Égypte en 973 et installe les Zirides en tant que gouverneurs de l'Ifriqiya ;

### Gouverneurs pendant l'ère fatimide
- Bologhine ibn Ziri (973-984), ziride ;
- Al-Mansour ibn Bologhin (983-995), ziride ;
- Badis ibn Mansour (995-1016), ziride ;
- Al-Mou'izz ibn Badis (1016–1048), ziride, se déclare indépendant des Fatimides et reconnait le Califat abbasside comme légitime ;

### Émirs zirides (indépendants)
- Al-Mou'izz ibn Badis (1048–1062)

1057 : Invasion hilalienne provoquée par les Fatimides en représailles ; Al-Mou'izz est vaincu et les Zirides ne contrôlent plus que la bande sahélienne tandis que l'anarchie gagne l’intérieur du Pays.
- Tamim ibn al-Mou'izz (1062-1108), réussit à reconquérir quelques villes, sans les campagnes qui demeurent sujettes aux pillages des Hilaliens ;
- Yahya ibn Tamim (1108-1116), reconnait de nouveau le Califat fatimide comme légitime ;
- Ali ibn Yahia (1116-1121) ;
- Hassan ibn Ali (1121–1148) ;

1148 : Roger II de Sicile envahit les villes côtières encore aux mains des Zirides ; Hassan ibn Ali prend la fuite vers Alger, fin de l’ère ziride. Les Normands occupent la plupart des villes côtières tandis que l’intérieur du Pays est morcelé entre plusieurs petites principautés et des tribus indépendantes.

### Gouverneurs pendant l'ère almohade
1159 : Abdelmoumen, qui contrôle déjà les anciens dominions hammadides depuis 1152 / 1153, entreprend la reconquête de l'Ifriqiya, avec le concours de Hassan ibn Ali. La conquête est achevée et les Normands complètement dépossédés de leurs places fortes en janvier 1160.
- Abou Ali ibn Abdelmoumen (1162-?), fils du calife Abdelmoumen et frère du calife Youssef ibn Abdelmoumen ;
- Abou Saïd Othman ibn Abi Hafs (v. 1184), hafside ;
- Abou Moussa Imran ibn Abdelmoumen (v. 1185-1188), autre fils du calife Abdelmoumen ;
- Abou Zayd Abderrahmane ibn Abi Hafs (1188-?), petit fils d'Abdelmoumen ;
- Abou Saïd Othman ibn Abi Hafs & Abou Zayd Abderrahmane ibn Abi Hafs (v.1199-1203), co-gouverneurs ;

1203 : l'Ifriqiya est conquise par le prince Yahya ibn Ishaq des Banou Ghaniya ; il en sera délogé en 1205 par le calife almohade Mohammed an-Nassir, qui resta sur place jusqu'en 1206. An-Nassir nomme le hafside Abdelouahid ibn Abi Hafs gouverneur de l'Ifriqiya avant son retour à Marrakech.
- Abdelouahid ibn Abi Hafs (1206-1221), hafside ;
- Abdellah ibn Abdelouahid (en 1221), hafside, gouverne pendant une durée de 3 mois ;
- Ibrahim ibn Ismail (en 1221, intérim), hafside ;
- Abou al-'Oula Idris (1221-1223), fils de Youssef ibn Abdelmoumen, almohade ;
- Abou Yahya Mohammed ibn Ali at-Tinmelali (en) (nommé en 1223, ne prend jamais ses fonctions) ;
- Abou Zayd ibn Idris (1223-1226), fils d'Abou al-'Oula Idris, almohade ;
- Abdellah ibn Abderrahmane (1226-1228), hafside ;
  - Abou Amran Moussa ibn Ibrahim (intérim en 1226), hafside ;
- Yahia ibn Abderrahmane (1228-1236), hafside, reconnait le prétendant almohade Yahya al-Muta'sim aux dépens du calife Idris al-Ma'mun, cesse de reconnaitre l’autorité almohade et se proclame indépendant en 1236 ;

### Sultans hafsides (indépendants)
- Abou Zakaria Yahya ibn Abderrahmane (1236-1249) ;
- Abou Abdellah Mohammed ibn Yahya (1249-1277), fils d'Abou Zakaria Yahya ;
- Abou Zakariya Yahya ibn Mohammed (1277-1279, abdique), fils d'Abou Abdellah Mohammed ibn Yahya ;
- Abou Ishaq Ibrahim ibn Yahya (1279-1283), frère d'Abou Abdellah Mohammed ibn Yahya ;

1282 : Ibn Abi Omara, un usurpateur se faisant passer pour Al-Fadl ibn Yahya, fils de Yahya ibn Mohammed, soulève les populations du sud-est ifriqiyen ; il prend Kairouan et Sfax en octobre 1282 puis Tunis en juin 1283, après avoir été rallié par les armées d'Abou Ishaq Ibrahim, qui est tué par la suite.
- Ahmed ibn Marzouk ibn Abi Omara (imposteur, 1283-1284) ;
- Abou Hafs Omar ibn Abderrahmane (1284-1295), frère d'Abou Zakaria Yahya ibn Abderrahmane, reprend l'Ifriqiya et met à mort l'imposteur Ibn Abi Omara ;

À partir de 1284, Bougie et le Constantinois sont érigés en principauté indépendante, gouvernée par des émirs hafsides.
- Abou Abdellah Mohammed ibn Yahya (1295-1309), fils naturel d'Abou Zakariya Yahya ibn Mohammed ;
- Abou Bakr Abderrahmane ibn Abou Zakaria (en 1309), fils d'Abou Zakariya Yahya ibn Mohammed, règne deux semaines, est renversé et tué par l’émir hafside de Bougie Abou al-Baqa' Khalid ;
- Abou al-Baqa' Khalid ibn Yahya (1309-1311), petit fils d'Abou Ishaq Ibrahim ibn Yahya, émir de Bougie depuis 1301, conquiert Tunis en faisant valoir un accord passé avec Abou Abdellah Mohammed faisant du survivant des deux l'unique calife hafside ;

1311 : Abou Yahya Zakaria ibn Ahmad al-Lahyani, arrière-arrière-petit-fils d'Abdelouahid ibn Abi Hafs et cousin au 3e degré d'Abou al-Baqa', se rebelle et prend le Constantinois. Il prend Tunis et détrône Abou al-Baqa' en novembre de la même année. La même année, Abou Yahya Abou Bakr ibn Yahya - frère d'Abou al-Baqa' - est proclamé sultan à Bougie.
- Abou Yahya Zakaria ibn Ahmad al-Lahyani (1311-1317) ;
- Abou Darba Mohammed ibn Zakaria al-Lahyani (1317-1318), fils du précédent ;
- Abou Yahya Abou Bakr ibn Yahya (1318-1321), sultan à Bougie depuis 1311, marche sur Tunis au bout d'une campagne qui dure près d'un an ;
- Mohammed ibn Abi Amran (1321-1322), cousin lointain d'Abou Yahya Abou Bakr ibn Yahya, usurpe le trône en septembre/octobre 1321 lorsque ce dernier est en déplacement à Constantine ;
- Abou Yahya Abou Bakr ibn Yahya (1322-1325), reprend Tunis et renverse Ibn Abi Amran en février/mars 1322 ;
- Ibrahim ibn Abou Bakr (en 1325), fils d'Abou Bakr Abderrahmane ibn Abou Zakaria, usurpe le trône en juin/juillet 1325 alors que le sultan est bloqué à Constantine par les Abdelwadides de Tlemcen ;
- Abou Yahya Abou Bakr ibn Yahya (1325-1329), reprend Tunis en septembre/octobre 1325 ;

Fin 1329 : les Abdelwadides marchent contre Tunis et y installent de nouveau Mohammed ibn Abi Amran, ce dernier ne jouit cependant d'aucun pouvoir, le chef militaire tlemcenien Yahya ibn Moussa exerçant un pouvoir absolu ; Abou Yahya Abou Bakr ibn Yahya se réfugie à Constantine.
- Mohammed ibn Abi Amran (1329-1330) ;
- Abou Yahya Abou Bakr ibn Yahya (1330-1332), reprend Tunis en avril/mai 1330 et force Ibn Abi Amran à prendre la fuite ;
- Abdelouahed ibn Zakaria al-Lahyani (en 1332), fils d'Abou Yahya Zakaria ibn Ahmad al-Lahyani, usurpe le trône en juin/juillet 1332 pendant que le sultan Abou Yahya Abou Bakr ibn Yahya est en campagne contre le Zab ;
- Abou Yahya Abou Bakr ibn Yahya (1332-1346), reprend son trône deux semaines après son usurpation ;
- Abou Hafs Omar ibn Abou Bakr (en 1346), fils du précédent, renversé après un mois de règne ;
- Abou al-Abbas Ahmed ibn Abou Bakr (1346-1347), frère du précédent, nommé héritier du trône du vivant de son père, avec le concours du sultan mérinide Abou al-Hassan Ali ibn Othmane du Maghreb al-Aqsa ;
- Abou Hafs Omar ibn Abou Bakr (en 1347), renverse Abou al-Abbas Ahmed ibn Abou Bakr et le tue ainsi que ses deux autres frères Khalid ibn Abou Bakr et Azzouz ibn Abou Bakr, qui avaient pris le parti de ce dernier ;

Mai/juin 1347 : Abou al-Hassan Ali ibn Othmane du Maghreb al-Aqsa, prétextant la violation de l'acte de nomination Abou al-Abbas Ahmed ibn Abou Bakr, déclare la guerre à l'Ifriqiya et se met en marche, depuis Tlemcen, vers Tunis ; Abou al-Hassan prend l'Ifriqiya en septembre de la même année, qui administrera directement jusqu'en début 1350, quand une révolte populaire le pousse à quitter Tunis pour le Maghreb al-Aqsa. Les Hafsides sont restaurés v. mars 1350.
- Abou al-Abbas al-Fadl ibn Abou Bakr (en 1350), fils d'Abou Yahya Abou Bakr ibn Yahya ;

Juillet 1350 : coup d’État du chambellan Abou Mohammed Abdellah ibn Tafraguin contre Al-Fadl, qui est renversé et tué après moins de six mois de règne ; Ibn Tafraguin place sur le trône le prince Ibrahim alors âgé de 13 ans, devenant de fait l'homme fort de l’État.
- Abou Ishaq Ibrahim ibn Abou Bakr (1350-1357), frère du précédent ;

1357 : Abou Inan Faris ibn Ali du Maghreb al-Aqsa conquiert l'Ifriqiya ; il en sera délogé la même année et le trône des Hafsides sera restauré.
- Abou Ishaq Ibrahim ibn Abou Bakr (1357-1369), exerce le pouvoir effectif à partir de 1372/73 à la suite du décès d'Ibn Tafraguin ;
- Abou al-Baqa' Khalid ibn Ibrahim (1369-1370), fils du précédent, proclamé sultan en étant très jeune, règne moins de deux ans avant d’être renversé ;
- Abou al-Abbas Ahmed ibn Mohammed (1370-1394), fils d'Abou Abdellah Mohammed ibn Abou Bakr (ne règne pas) et petit-fils d'Abou Yahya Abou Bakr ibn Yahya, prince indépendant de Constantine depuis 1354, marche sur Tunis et renverse Abou al-Baqa' Khalid après avoir reçu moult plaintes à propos de la mauvaise conduite de ce dernier et de sa mauvaise gestion des affaires de l’État ;
- Abou Faris Abdelaziz ibn Ahmed (1394-1434), fils du précédent ;
- Abou Abdellah Mohammed ibn Mohammed (1434-1435), fils d'Abou al-Hassan Mohammed ibn Abdelaziz (ne règne pas) et petit-fils d'Abou Faris Abdelaziz ibn Ahmed ;
- Abou Amr Othmane ibn Mohammed (1435-1488), frère du précédent ;
- Abou Zakaria Yahya ibn Mohammed (1488-1489), petit-fils du précédent ;
- Abou Mohammed Abdelmoumen ibn Ibrahim (1489-1490), fils d'Abou Salem Ibrahim ibn Othmane et petit-fils d'Abou Amr Othmane ibn Mohammed, renverse et tue Abou Zakaria Yahya ibn Mohammed (son cousin germain) et se proclame sultan, finit par être renversé et tué par le fils de ce dernier ;
- Abou Yahya Zakaria ibn Yahya (1490-1494), fils d'Abou Zakaria Yahya ibn Mohammed, entré en révolte contre Abou Mohammed Abdelmoumen après que ce dernier eut renversé et tué son père, entre dans Tunis en 1490, ne laisse pas d’héritier direct ;
- Abou Abdellah Mohammed ibn al-Hassan (1494-1526), fils d'Abou Mohammed al-Hassan ibn Mohammed (ne règne pas), petit-fils de Mohammed al-Mass'oud ibn Othmane (ne règne pas) et arrière-petit-fils d'Abou Amr Othmane ibn Mohammed ;
- Abou Abdellah al-Hassan ibn Mohammed (1529-1534), plus jeune parmi les fils du précédent, usurpe le trône à la mort de son père ;

Aout 1534 : Khayr ad-Din Barberousse s'empare de Tunis pour le compte de l'Empire ottoman et parvient même à installer une garnison à Kairouan ; Abou Abdellah al-Hassan se réfugie auprès de Charles Quint.

Juillet 1535 : une expédition de Charles Quint parvient à reconquérir Tunis et à replacer Abou Abdellah al-Hassan sur le trône ; l'Ifriqiya devient vassale de l'Espagne.
- Abou Abdellah al-Hassan ibn Mohammed (1535-1543), déposé ;
- Abou Abbas Ahmed ibn al-Hassan (1543-1569), fils du dernier ;

Décembre 1569 : les Ottomans sous le commandement d'Uluj Ali reconquièrent l'Ifriqiya, Abou Abbas Ahmed se réfugie au fort de La Goulette, alors aux mains de l’armée de Philippe II d'Espagne.

1573 : Les Espagnols reprennent Tunis.
- Abou Abdellah Mohammed ibn al-Hassan (1573-1574), frère du précédent, placé sur le trône par les Espagnols après qu'ils ont déposé Abou Abbas Ahmed ;

Juillet-septembre 1574 : les armées ottomanes conquièrent la Tunisie en en chassant les Espagnols ; Abou Abdellah Mohammed, fait prisonnier, est envoyé à Constantinople ; les Hafsides sont destitués et la Tunisie devient une province de l'Empire ottoman.

## Gouverneurs de la Régence de Tunis (Ère ottomane)
De 1574 à 1584 : la Tunisie est sous l’autorité du beylerbey d'Alger, auquel le pacha de Tunis est inféodé.
- Haydar Pacha (1574-1576) ;
- Regeb Pacha (en 1576) ;
- Haydar Pacha (1576-v.1577) ;
- Ramadane Pacha (v.1577-1579) ;
- Jaafar Pacha (1579-v.1584) ;

En 1584 : la Tunisie devient une régence autonome ; le pacha de Tunis dépend directement de la Sublime Porte.
- Mustapha Pacha (v.1584-1585) ;
- Hassan Pacha (1585-1588) ;
- Mohammed Pacha (1588-1590), sera pacha jusqu'en 1591 ;

À partir de 1590 : les deys prennent le pouvoir, le pacha est dépourvu de l'essentiel de ses pouvoirs..
- Ibrahim Dey Roudesli (1590-1592) ;
- Moussa Dey (1592-1593) ;
- Othmane Dey (1593-1610) ;
- Youssef Dey (1610-1613), continuera à occuper la fonction de dey jusqu'en 1637, il sera néanmoins dépourvu de ses pouvoirs en 1613, qui passeront aux mains des beys. ;

À partir de 1613 : le pouvoir effectif passe aux mains des beys ; le bey Mourad (qui est également pacha) obtient le droit – avec l'accord de Youssef Dey – de transmettre sa charge de manière héréditaire.
- Mourad Bey (1613-1631), fils adoptif de Youssef Dey, fonde la dynastie beylicale des Mouradites ;
- Hammouda Pacha Bey (1631-1666), mouradite, fils du précédent ;
- Mourad II Bey (1666-1675), mouradite, fils du précédent ;

1675 : à la mort de Mourad II Bey, un conflit éclate entre les différents prétendants à sa succession : les « révolutions de Tunis ».
- Mohamed Bey (1675-1677), mouradite, fils du précédent ;
- Ali Bey (1677-1684), mouradite, frère du précédent, se rebelle et le renverse à la suite de la bataille d'El Kerima ; un pacte de paix est signé en 1679 entre les anciens prétendants ;

1684 : les hostilités reprennent entre Ali Bey et Mohammed Bey ; coup d'État d'Ahmed Chalabi, dey élu par le diwan en 1682.
- Mohammed Manyout (1684-1686), désigné par Ahmed Chalabi ;

Mai 1686 : Ali Bey et Mohammed Bey reprennent Tunis par la force grâce au support du dey d'Alger Ahmed Khodja ; Mohammed Bey fait assassiner Ali Bey.
- Mohamed Bey (restauré, 1686-1694) ;

Novembre 1694 : le dey d'Alger Chaabane Khodja prend Tunis et y installe Mohammed ben Cheker en tant que bey.
- Mohammed ben Cheker (1694-1695) ;

Mai 1695 : la population se soulève contre Ben Cheker qui s'enfuit au Maroc.
- Mohamed Bey (restauré, 1695-1696) ;
- Romdhane Bey (1696-1699), mouradite, fils de Mourad II Bey, décapité ;
- Mourad III Bey (1699-1702), mouradite, fils d'Ali Bey (prétendant, n'a pas régné) et neveu de Romdhane Bey et de Mohammed Bey ;

Juin 1702 : Ibrahim Cherif, agha des janissaires, opère un coup d’État commandité depuis Constantinople afin de faire cesser les hostilités ; Mourad III Bey est tué ; fin de la période mouradite.
- Ibrahim Cherif (1702-1705), cumule les fonctions de bey, dey et pacha ;

Juillet 1705 : Ibrahim Cherif est battu par le dey d'Alger pendant qu'il combat le bey de Tripoli pour la possession de Djerba. Capturé, il est emmené à Alger. Cinq jours plus tard, l'agha des spahis, revenu à Tunis avec les débris de l'armée de Cherif, est élu bey par le diwan.
- Hussein Ier Bey (1705-1735), fils du gouverneur du Kef Ali el-Turki, inaugure dynastie beylicale des Husseinites ;
- Ali Ier Pacha (1735-1756), husseinite, neveu du précédent ;
- Mohamed Rachid Bey (1756-1759), husseinite, fils de Hussein Ier Bey ;
- Ali II Bey (1759-1782), husseinite, frère du précédent ;
- Hammouda Pacha (1782-1814), husseinite, fils du précédent ;
- Osman Bey (en 1814), husseinite, frère du précédent ;
- Mahmoud Bey (1814-1824), husseinite, fils de Mohamed Rachid Bey ;
- Hussein II Bey (1824-1835), husseinite, frère du précédent ;
- Moustapha Bey (1835-1837), husseinite, fils de Mahmoud Bey ;
- Ahmed Ier Bey (1837-1855), husseinite, fils du précédent ;
- Mohammed Bey (1855-1859), husseinite, fils de Hussein II Bey ;
- Sadok Bey (1859-1881), husseinite, frère du précédent ;

1881 : instauration du protectorat français en Tunisie, les beys (Sadok Bey (1881-1882), Ali III Bey (1882-1902), Hédi Bey (1902-1906), Naceur Bey (1906-1922), Habib Bey (1922-1929), Ahmed II Bey (1929-1942), Moncef Bey (1942-1943) et Lamine Bey (1943-1956)) n'ont plus qu'un pouvoir symbolique.

## Époque contemporaine

### Résidents généraux français
- Théodore Roustan (13 mai 1881 - 28 février 1882), ministre résident de France en Tunisie ;
- Paul Cambon (28 février 1882 - 28 octobre 1886), ministre résident de France en Tunisie ;
- Justin Massicault (23 novembre 1886 - 5 novembre 1892), résident général de France en Tunisie ;
- Charles Rouvier (5 novembre 1892 - 14 novembre 1894), résident général de France en Tunisie ;
- René Millet (14 novembre 1894 - 15 novembre 1900), résident général de France en Tunisie ;
- Georges Benoit (15 novembre 1900 - 27 décembre 1901), résident général de France en Tunisie ;
- Stephen Pichon (27 décembre 1901 - 29 décembre 1906), résident général de France en Tunisie ;
- Gabriel Alapetite (29 décembre 1906 - 26 octobre 1918), résident général de France en Tunisie ;
- Étienne Flandin (26 octobre 1918 - 1er janvier 1921), résident général de France en Tunisie ;
- Lucien Saint (1er janvier 1921 - 2 janvier 1929), résident général de France en Tunisie ;
- François Manceron (18 février 1929 - 29 juillet 1933), résident général de France en Tunisie ;
- Marcel Peyrouton (29 juillet 1933 - 21 mars 1936), résident général de France en Tunisie ;
- Armand Guillon (17 avril 1936 - 18 octobre 1938), résident général de France en Tunisie ;
- Eirik Labonne (22 novembre 1938 - 3 juin 1940), résident général de France en Tunisie ;
- Marcel Peyrouton (3 juin 1940 - 18 juillet 1940), résident général de France en Tunisie ;
- Jean-Pierre Esteva (26 juillet 1940 - 10 mai 1943), résident général de France en Tunisie ;
- Charles Mast (10 mai 1943 - 22 février 1947), résident général de France en Tunisie ;
- Jean Mons (22 février 1947 - 13 juin 1950), résident général de France en Tunisie ;
- Louis Périllier (13 juin 1950 - 13 janvier 1952), résident général de France en Tunisie ;
- Jean de Hauteclocque (13 janvier 1952 - 2 septembre 1953), résident général de France en Tunisie ;
- Pierre Voizard (2 septembre 1953 - 5 novembre 1954), résident général de France en Tunisie ;
- Pierre Boyer de Latour du Moulin (5 novembre 1954 - 31 août 1955), résident général de France en Tunisie ;
- Roger Seydoux (13 septembre 1955 - 20 mars 1956), haut-commissaire de France en Tunisie ;

### Rois de Tunisie
20 mars 1956 : fin du protectorat français, la Tunisie indépendante hérite du système monarchique beylical.
- Lamine Bey (20 mars 1956 - 25 juillet 1957), husseinite, bey depuis 1943, devient souverain de la Tunisie lors de l'abolition du Protectorat français, est dépourvu de pouvoirs qui sont entre les mains de Habib Bourguiba.

Juillet 1957 : la nouvelle constitution met un terme au régime monarchique et instaure la République tunisienne. La Tunisie est depuis cette date dirigée par des présidents.

## Sources et liens externes
- Ibn Khaldun, Histoire des Berbères et des dynasties musulmanes de l'Afrique Septentrionale, Volume 1
- Ibn Khaldun, Histoire des Berbères et des dynasties musulmanes de l'Afrique Septentrionale, Volume 2
- Ibn Khaldun, Histoire des Berbères et des dynasties musulmanes de l'Afrique Septentrionale, Volume 3
- Ibn Khaldun, Histoire des Berbères et des dynasties musulmanes de l'Afrique Septentrionale, Volume 4
- Ibn Khalun, Histoire de l'Afrique sous la dynastie des Aghlabites et de la Sicile sous la domination musulmane
- A. Chehbi, Histoire du Maghreb islamique
- Hedi Slim et al., Histoire Générale de la Tunisie, Tome I
- Hedi Slim et al., Histoire Générale de la Tunisie, Tome II
- Hedi Slim et al., Histoire Générale de la Tunisie, Tome III
- Hedi Slim et al., Histoire Générale de la Tunisie, Tome IV